# 友情客串
友情客串是指在影集、電影或舞台劇裡，透過邀請名人出演不是十分重要的角色，該員通常只領取友情價的酬勞，甚至是無償演出，藉此提昇作品对观众的吸引力，獲得更好的宣传效果，亦不会讓製作單位增加過多成本的支出。
一般來說，客串的角色並不會在畫面中存在過多的鏡頭，例如在電影《環遊世界八十天（1956年版）》與《環遊世界八十天（2004年版）》都出現了眾多明星出演的片段；有些時候，在片尾字幕的工作人員列表裡可能也不會出現客串演員的名字，但並非代表未出現在片尾名單的人物就一定屬於客串角色。

## 概要
在台灣《教育部重編國語辭典修訂本》裡，關於「客串」的解釋為『非正式演員或非本班社演員的臨時性演出』。

### 客串演員
客串的名人演員通常具有很高的知名度，也可能是跟作品相關的製片人、導演、原作、編劇、演員本人或其真實生活裡的好友與親屬等等。

#### 原作
- 已故前漫威漫畫負責人史丹·李最熟為人知的是在許多漫威漫畫真人版的漫威電影宇宙中皆有客串角色[5]。

#### 導演
- 電影《雷神索爾3：諸神黃昏》的導演塔伊加·維迪提在本作裡客串了一位主角的好友－－石頭戰士[6]。

#### 藝人
- 港星楊千嬅在2014年的電影《分手100次》中，再度以女警角色客串登場，造型猶如楊氏在2002年和2003年所拍的港產喜劇《新紮師妹》系列中飾演的方麗娟[7]。
- 布萊德·彼特在電影《死侍2》裡客串演出「X特攻隊」的隊友消影人（英语：Vanisher），片酬為美國演員工會成員的最低工資以及讓主演的萊恩·雷諾斯本人親手端一杯星巴克咖啡給他喝[8]。

### 音樂產業
在一些歌手的演唱會中，爲了增加噱頭，亦會邀請一些自己的名人好友作為表演嘉賓出場。
- 日本另類搖滾樂團《The HIATUS》在2016年的「大港開唱」邀請了樂團《猛虎巧克力》的主唱鄭宜農合唱；翌日，鄭宜農的前夫楊大正所屬龐克樂團《滅火器樂團》也邀請了《The HIATUS》樂團的主唱兼吉他手細美武士進行合唱表演，使得這對前夫妻在音樂祭有了連結性的話題，即便他們並未同時登台。[9]。

## 相關链接
- 客串
- 配角
- 彩蛋 (視覺)
- 臨時演員